# Heldsmühle
Die Heldsmühle war eine Wassermühle mit einem unterschlächtigen Wasserrad an der Fluit (Flöt) in der Stadt Korschenbroich im Regierungsbezirk Düsseldorf.

## Geographie
Die Heldsmühle hat ihren Standort an der Fluit, An Heldsmühle, im Stadtteil Trietenbroich, in der Stadt Korschenbroich. Das Gelände, auf dem das Mühlengebäude stand, hat eine Höhe von ca. 43 m über NN.

## Gewässer
Die Fluit (Flöt) war ein kleiner Bachlauf, der zusammen mit dem Trietbach das ausgedehnte Hoppbruch entwässerte. Er verlief parallel zum Trietbach und mündete in der Nähe vom Looshof von links in den Trietbach. Unterhalb der Nonnenmühle mündete der Trietbach bei Neersen auf der rechten Seite in die Niers.
Die  Niers (GEWKZ 286) in ihrem alten Flussbett versorgte bis zur Flussbegradigung über Jahrhunderte zahlreiche Mühlen mit Wasser. Die Niers entspringt in Kuckum, einem Ortsteil der Stadt Erkelenz. Bis zur Mündung in die Maas bei Gennep (Niederlande) hat die Niers eine Gesamtlänge von 117,668 km und ein Gesamteinzugsgebiet von 1.380,630 km2. Die Quelle liegt bei 73 m ü. NN, die Mündung bei 9 m ü. NN. Die Pflege und der Unterhalt des Gewässers obliegt dem Niersverband.

## Geschichte
An der Fluit stand die Heldsmühle, benannt nach dem Müller und Bäcker Wilhelm Held. Ein gewisser Hothen hatte sie um 1800 erbaut. Ursprünglich hieß sie Pletschmühle, was angesichts der bescheidenen Antriebsverhältnisse wohl leicht übertrieben war. Kein Wunder also, dass sie in der ersten Hälfte des 19. Jahrhunderts viermal den Eigentümer wechselte. Der Vorletzte von ihnen hatte zwar über einen Wassergraben noch zusätzlich Wasser vom Trietbach herangeführt. Aber erst unter Wilhelm Held konnte die Mühle regelmäßig laufen, als dem notorisch trägen Wasserrad 1866 eine Dampfmaschine beigegeben wurde. Aber dann verließ sie das Glück: 1882 brannte die Heldsmühle ab und wurde nicht mehr ersetzt.

## Galerie

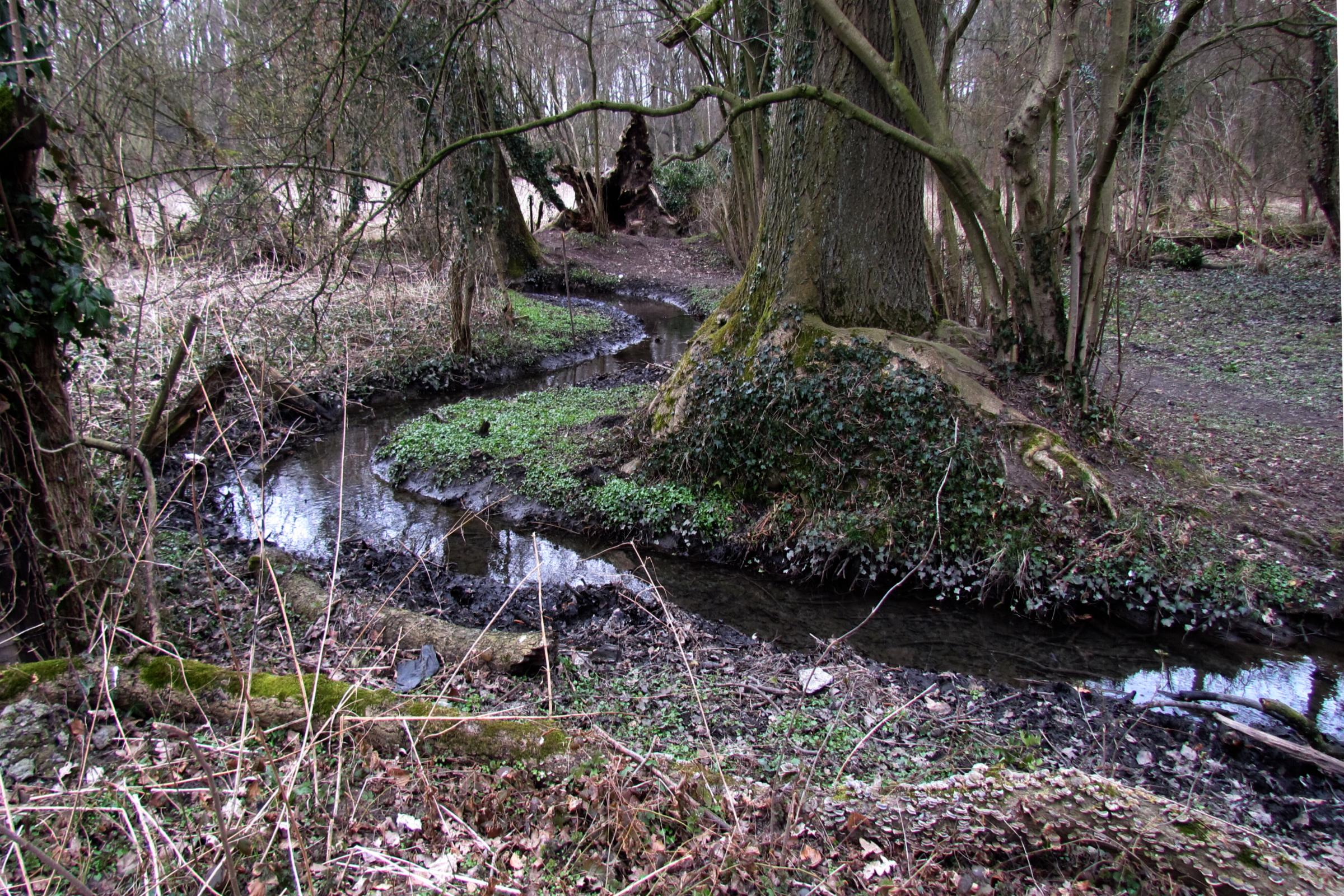
Der teilweise mäandrierte Trietbach
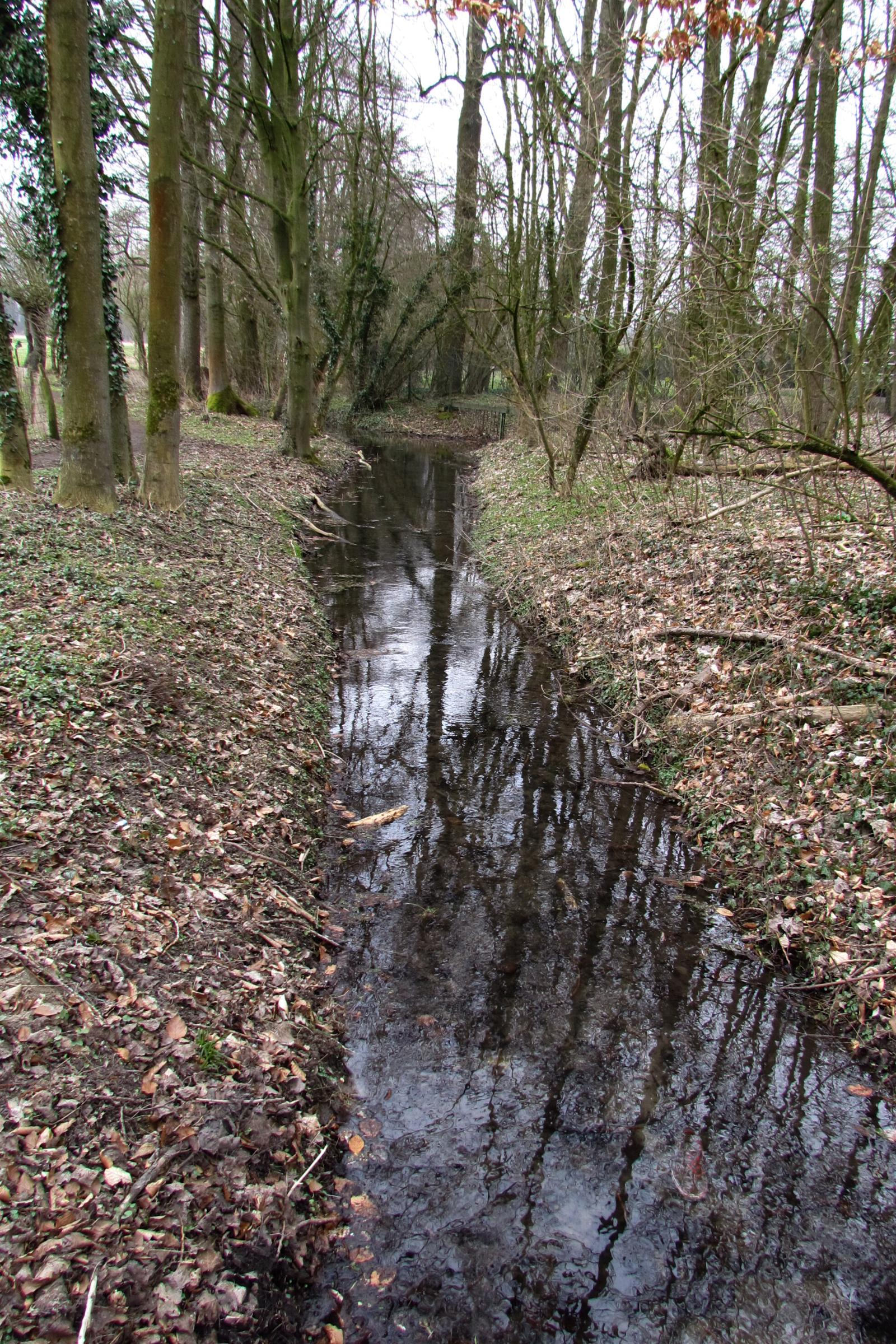
Der Trietbach bei Trietenbroich
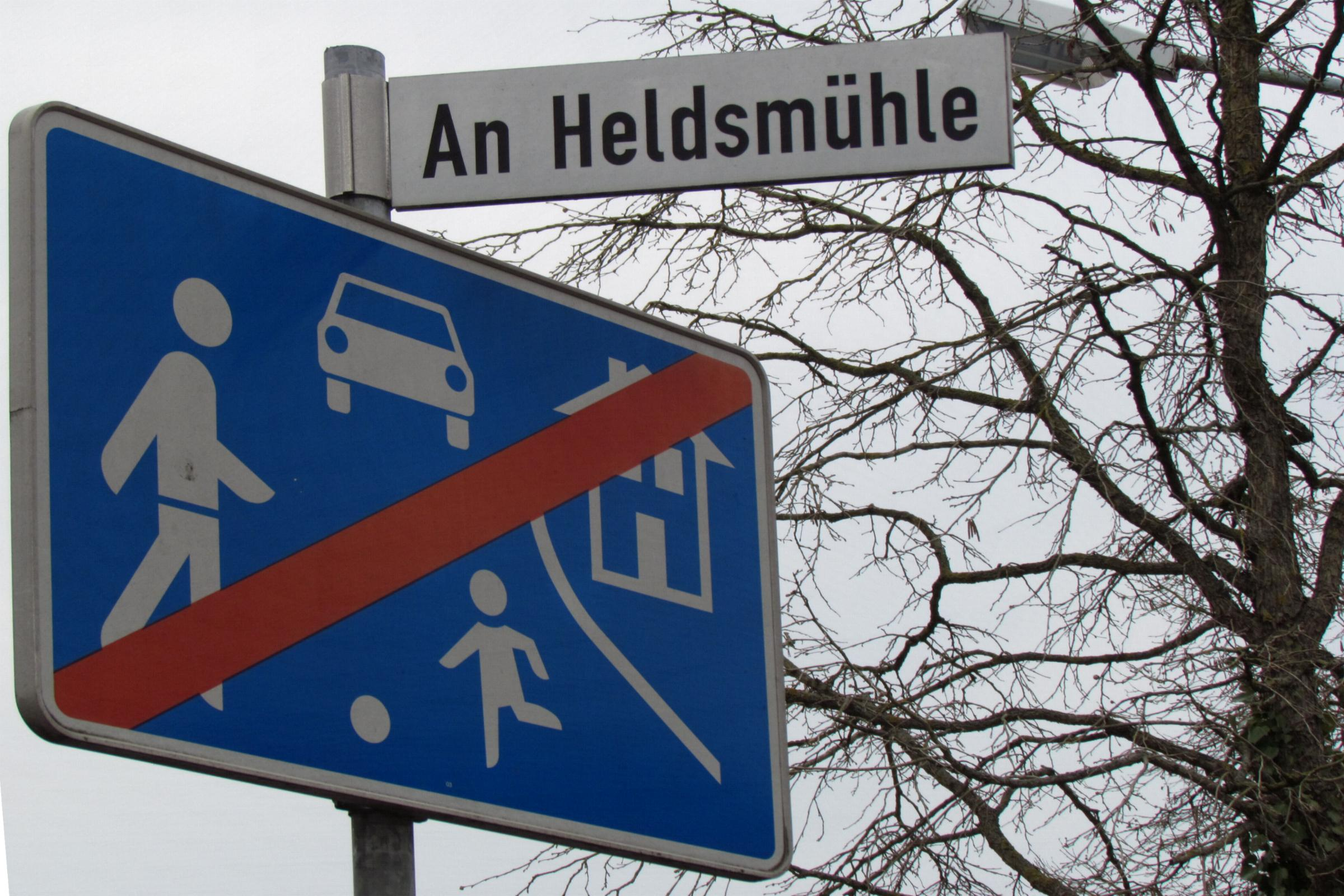
Straßenbeschilderung An Heldsmühle
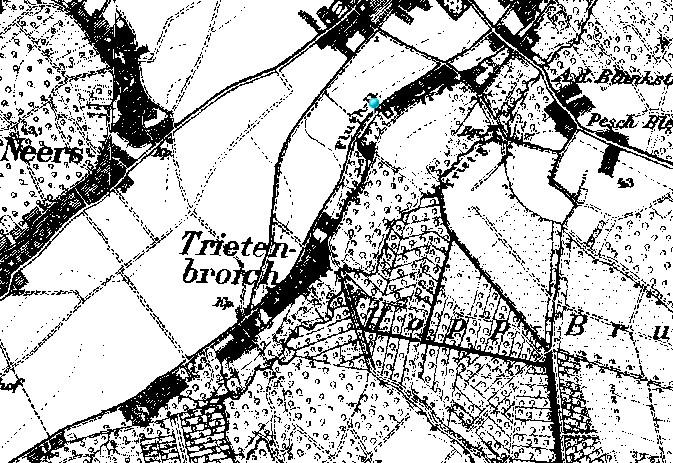
Der Fluit und der Trietbach auf der Karte Neuaufnahme von 1912
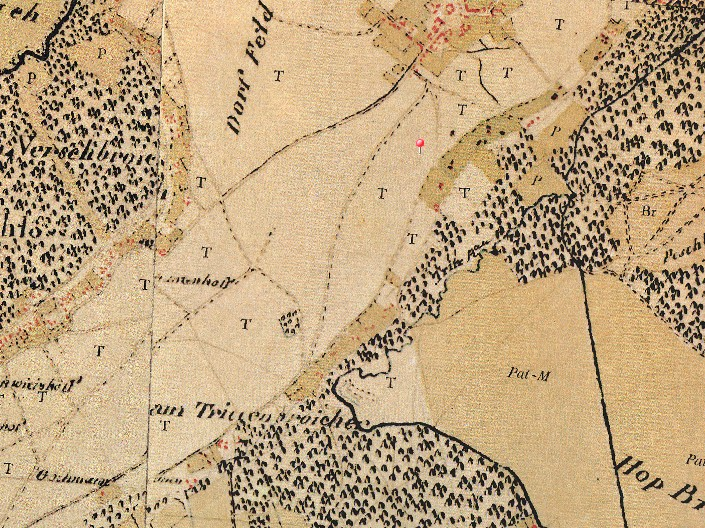
Der Trietbach auf der Urkatasterkarte von 1846